# According to Hoyle
According to Hoyle is een Amerikaanse filmkomedie uit 1922 onder regie van W.S. Van Dyke.

## Verhaal
Een zwerver komt aan in een klein dorpje. Hij maakt de inwoners wijs dat hij een miljonair is die na veel omzwervingen teruggekeerd is naar zijn geboortedorp. Twee oplichters bedenken een valstrik om hem zijn fortuin af te troggelen, maar de zwerver heeft zelf een plannetje voor hen in petto.

## Rolverdeling
| Acteur         | Personage      |
| -------------- | -------------- |
| David Butler   | Boxcar Simmons |
| Helen Ferguson | Doris Mead     |
| Philip Ford    | Jim Mead       |
| Fred J. Butler | Dude Miller    |
| Harry Todd     | Jim Riggs      |
| Bud Ross       | Johnson        |
| Hal Wilson     | Piccolo        |